# فهد مسعود
فهد مسعود علي الجنيبي لاعب كرة قدم إماراتي لعب سابقاً في منتخب الإمارات ونادي الوحدة ونادي قطر ونادي الوصل .

## كأس الخليج 2004
و قد سجل هدف في مرمى منتخب عمان لكرة القدم.

## روابط خارجية
- فهد مسعود على موقع الاتحاد الدولي (مؤرشف)  (الإنجليزية)
- فهد مسعود على موقع ناشيونال فوتبول تيمز (الإنجليزية)
- فهد مسعود على موقع Soccerway.com (الإنجليزية)
- فهد مسعود على موقع كووورة